# Кан Дон Юн
Кан Дон Юн (родился 23 января 1989 года) — корейский го-профессионал 9 дана, победитель в мужском индивидуальном зачёте по го Всемирных интеллектуальных игр 2008 и в командной дисциплине на летних Азиатских играх 2010.

## Биография
Кан Дон Юн получил разряд первого профессионального дана по го в 2002 году и достиг высшего разряда — 9 дана в 2009. В 2008 году Кан Дон Юн стал победителем в мужском индивидуальном зачёте на Всемирных интеллектуальных играх. В 2009 Кан стал победителем 22-го розыгрыша Кубка Fujitsu, победив Пака Ён Хуна в полуфинале и Ли Чхан Хо в финале.

## Титулы
| Корея                                                        | Корея          | Корея    |
| Титул                                                        | Победитель     | Финалист |
| ------------------------------------------------------------ | -------------- | -------- |
| Мёнин                                                        |                | 1 (2008) |
| Чхонвон                                                      | 1 (2008)       | 1 (2007) |
| Кубок KBS                                                    |                | 1 (2010) |
| Кубок Maxim                                                  |                | 1 (2010) |
| Кубок Olleh KT                                               |                | 1 (2010) |
| King of Kings                                                | 1 (2007)       |          |
| Кубок SK Gas                                                 | 1 (2005)       |          |
| New Pro Strongest                                            | 2 (2005, 2007) |          |
| Всего                                                        | 5              | 5        |
| Континентальные                                              |                |          |
| Тэнгэн (Китай-Корея)                                         |                | 1 (2009) |
| Всего                                                        | 0              | 1        |
| Международные                                                |                |          |
| Кубок Fujitsu                                                | 1 (2009)       |          |
| Всемирные интеллектуальные игры Мужской индивидуальный зачёт | 1 (2008)       |          |
| Всего                                                        | 2              | 0        |

- Всего: 7 титулов, 6 раз участвовал в финальном розыгрыше титула.